# João Francisco Envia
João Francisco Envia (Setúbal 10 de julho de 1919 - 28 de fevereiro de 2010) foi um comerciante e divulgador da história e cultura da cidade de Setúbal.

## Biografia
João Francisco Envia dedicou uma intensa atividade à recolha de informação sobre a história e a cultura de Setúbal, tendo publicado um conjunto de obras sobre estes temas.

### A atividade desportiva
Entusiasta pela pesca desportiva, João Francisco Envia fundou a Secção de Pesca Desportiva do Vitória Futebol Clube, tendo representado, nesta modalidade, para além deste clube, o Clube de Amadores de Pesca de Setúbal e a Federação Nacional para a Alegria no Trabalho, conquistando diversos troféus.
Foi igualmente presidente do Conselho Fiscal da Associação Regional do Centro de Pesca Desportiva, em Lisboa.

### A atividade associativa
Empenhado na vida da coletividade, João Francisco Envia desempenhou cargos dirigentes em associações culturais, desportivas e de solidariedade:
- Associação de Socorros Mútuos Setubalense;
- Clube Naval Setubalense;
- Liga dos Amigos de Setúbal e Azeitão;
- Vitória Futebol Clube[3].

### O jornalismo
Colaborou na imprensa regional, designadamente nos jornais Correio de Setúbal, Distrito de Setúbal, Gazeta de Setúbal, O Setubalense, e Voz de Palmela.

## Homenagens
João Francisco Envia foi:
- Agraciado, em 2007, pela Câmara Municipal de Setúbal com a Medalha de Honra da Cidade, na classe de Cultura[5].
- Homenageado pela Câmara Municipal de Setúbal através da atribuição do seu nome a uma rua da cidade.[6]

## Obras publicadas
- Defendendo Setúbal: A Cidade do Rio Azul. Setúbal, 1992.
- Setúbal do Passado e do Presente: A Cidade do Rio Azul. Setúbal, 1994.
- Crónicas Sadinas: Setúbal, a Cidade do Rio Azul. Setúbal, 1996.
- Setúbal, a Princesa do Sado: Setúbal, a Cidade do Rio Azul. Setúbal, 1997). ISBN 972-97298-1-6
- Setúbal, a Mui Notável (1999).
- Setúbal, a Cidade dos Leais Vassalos. Setúbal, 2000. ISBN 972-97298-3-2
- Setubalenses de Mérito. Setúbal, 2003.
- Setúbal, a Capital do Povo: Crónicas Publicadas na Imprensa Local e Imagens da Setúbal Antiga. Setúbal, 2005. ISBN 972-97298-5-9
- Elmano, o Poeta Amoroso. Setúbal, 2005. ISBN 972-97298-6-7
- Poesias Sadinas: Poemas de Amor, História e de Elevação Sadina, Quadras, Sonetilhos, Prosas Poéticas, Sextilhas. Setúbal, 2009. ISBN 978-972-97298-8-1[7].